# Elizabeth Hoover
 (avril 2024).
Si vous disposez d'ouvrages ou d'articles de référence ou si vous connaissez des sites web de qualité traitant du thème abordé ici, merci de compléter l'article en donnant les références utiles à sa vérifiabilité et en les liant à la section « Notes et références ».
Pour les articles homonymes, voir Hoover.
Mlle Elizabeth Hoover est l'institutrice de 2e année (CE1) à l'école élémentaire de Springfield. Elle est la maîtresse, entre autres, de Lisa Simpson et de Ralph Wiggum. 
L'enseignante tient son nom d'une institutrice qu'avait Matt Groening à l'école primaire.

## Biographie
Elle a été lentement anéantie par toutes ces années passées dans le système scolaire d'État, au point d'ingurgiter de belles quantités d'alcool. Elle apparait souvent assez stressée et supportant mal la pression (dans l'épisode Le Flic et la rebelle, elle se répète "Une mer bleue et calme, une mer bleue et calme..."). Elizabeth Hoover est particulièrement lasse d'avoir à supporter l'enthousiasme débridé de Lisa et les imbécillités de Ralph, qui l'appelle parfois "Maman". Elle ne réprimande jamais les enfants qui se moquent de lui, voire les y encourage.
Elle a eu la borréliose, du moins elle pensait l'avoir, ce qui l'a conduite à s'absenter. C'est ainsi qu'elle fut remplacée par M. Bergstrom, un professeur original qui a su conquérir le cœur de Lisa Simpson.
À l'instar d'Edna Krapabelle, Mlle Hoover est une femme seule qui a du mal à trouver l'âme sœur, même si elle a déjà eu des aventures avec Apu et Moe après que celui-ci a subi une intervention chirurgicale. Autre point commun entre les deux femmes : ce sont des fumeuses invétérées, mais Mlle Hoover est alcoolique, bien plus qu'Edna Krapabelle.
Enfin, c'est une institutrice qui préfère les films éducatifs dépassés aux méthodes nouvelles plus stimulantes et intéressantes d'un point de vue pédagogique ; ses cours en patissent souvent et sont généralement ennuyeux. Elle ne manque pas une occasion de terminer un cours plus tôt ou même de le manquer sous un pretexte quelconque (grève, manifestation ou autre), et se plaint continuellement du "manque de moyens".
On la voit embrasser Willie dans 24 Minutes.

## Autre
Elle fait sa 1re apparition dans l'épisode Le pinceau qui tue (saison 2) et se fait remplacer par un collègue dès l'épisode suivant Mon prof, ce héros au sourire si doux.
Au début de la série, ses cheveux étaient bleus. Ils sont devenus rouges, puis bruns, la couleur qu'ils ont habituellement. 